# Drave tomenteuse
Draba tomentosa
Espèce
Classification phylogénétique
La drave tomenteuse (Draba tomentosa) est une espèce de plantes à fleurs du genre Draba et de la famille des Brassicaceae.

## Description
C'est une petite plante herbacée (moins de 10 cm) vivace.

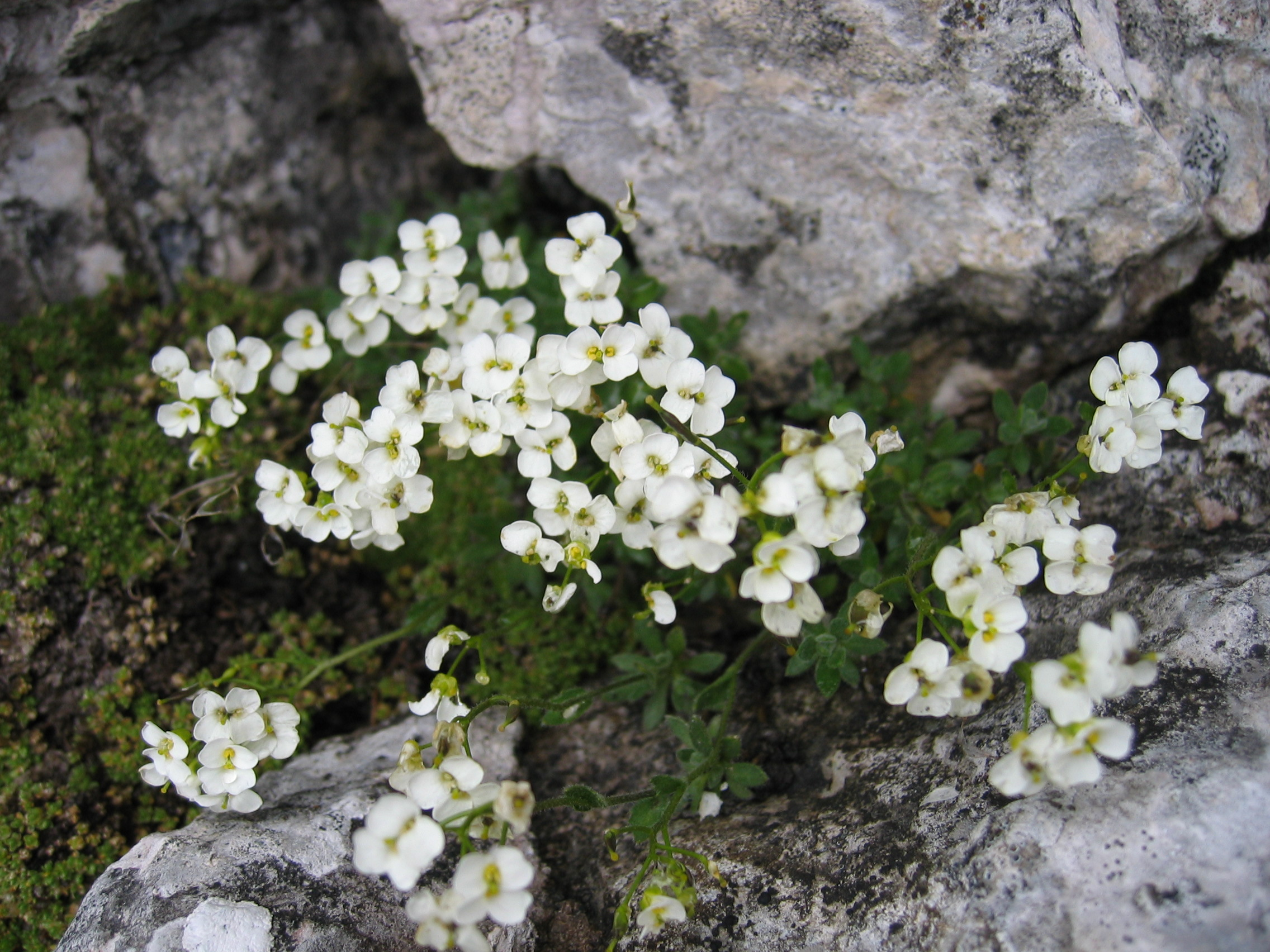
Drave tomenteuse.

## Distribution
Montagnes d'Europe : Sierra Nevada, Pyrénées, Alpes, Carpathes.